# Sully Prudhomme
René Armand François Prudhomme, mais conhecido como Sully Prudhomme (Paris, 16 de março de 1839 — Châtenay-Malabry, 6 de setembro de 1907), foi um poeta francês. 

## Juventude
Prudhomme era filho de um lojista francês. Frequentou o Lycée Bonaparte, mas problemas oculares interromperam seus estudos. Ele trabalhou por um tempo na região de Creusot para a fundição de aço Schneider e depois começou a estudar direito em um cartório. A recepção favorável de seus primeiros poemas pela Conférence La Bruyère (uma sociedade estudantil) encorajou-o a iniciar uma carreira literária.

## Escritos
Sua primeira coleção, Stances et Poèmes ("Stanzas and Poems", 1865), foi elogiada por Sainte-Beuve. Incluía seu poema mais famoso, Le vase brisé. Ele publicou mais poesia antes da eclosão da Guerra Franco-Prussiana. Esta guerra, que ele discutiu em Impressions de la guerre (1872) e La France (1874), prejudicou permanentemente a sua saúde.
Durante sua carreira, Prudhomme mudou gradualmente do estilo sentimental de seus primeiros livros para um estilo mais pessoal que unificou a formalidade da escola Parnassus com seu interesse por assuntos filosóficos e científicos. Uma de suas inspirações foi claramente De rerum natura de Lucrécio, cujo primeiro livro ele traduziu em versos. Sua filosofia foi expressa em La Justice (1878) e Le Bonheur (1888). A extrema economia de meios empregada nestes poemas tem, no entanto, sido geralmente considerada como comprometendo a sua qualidade poética, sem promover as suas reivindicações como obras de filosofia. Foi eleito para a Académie française em 1881. Outra distinção,Chevalier de la Légion d'honneur, viria a seguir em 1895.
Depois de Le Bonheur, Prudhomme deixou a poesia para escrever ensaios sobre estética e filosofia. Publicou dois ensaios importantes: L'Expression dans les beaux-arts (1884) e Réflexions sur l'art des vers (1892), uma série de artigos sobre Blaise Pascal em La Revue des Deux Mondes (1890) e um artigo sobre livre arbítrio (La Psychologie du Libre-Arbitre, 1906) na Revue de métaphysique et de morale.

## Morte
No final da vida, a sua saúde debilitada (que o preocupava desde 1870) obrigou-o a viver quase como um recluso em Châtenay-Malabry, sofrendo ataques de paralisia enquanto continuava a trabalhar em ensaios. Ele morreu repentinamente em 6 de setembro de 1907 e foi enterrado em Père-Lachaise, em Paris.

## Obras

### Poesia
- 1865: Stances et poèmes
- 1866: Les épreuves
- 1868: Croquis italiens
- 1869: Les solitudes: poésies [Les écuries d’Augias]
- 1872: Les destins
- 1874: La révolte des fleurs
- 1874: La France
- 1875: Les vaines tendresses
- 1876: Le zénith, publicado anteriormente na Revue des deux mondes
- 1878: La justice
- 1865–1888: Poésie
- 1886: Le prisme, poésies diverses
- 1888: Le bonheur
- 1908: Épaves

### Prosa
- 1883–1908: Œuvres de Sully Prudhomme (poesia e prosa), 8 volumes, A. Lemerre
- 1896: Que sais-je? (filosofia)
- 1901: Testament poétique (ensaios)
- 1905: La vraie religion selon Pascal (ensaios)
- 1922: Journal intime: lettres-pensée

## Autores franceses contemporâneos
- Charles Marie René Leconte de Lisle (1818 – 1894)
- François Coppée (1842 – 1908)
- Léon Dierx (1838 – 1912)
- Théodore de Banville (1823 – 1891)
- Catulle Mendès (1841 – 1909)
- Paul Verlaine (1844 – 1896)
- Théophile Gautier (1811 – 1872)